# The Watersons
The Watersons waren een Engelse folkgroep uit Hull in Yorkshire, Engeland. Zij brachten voornamelijk traditionele liederen met geen of weinig begeleiding.
De oorspronkelijke leden waren Norma Waterson, Mike Waterson, en Lal Waterson, met hun neef John Harrison van Kingston High School.
Hun eerste album was Frost and Fire 1965 gevolgd door The Watersons en A Yorkshire Garland in 1966. The Watersons hielden op te bestaan in 1968 toen Norma ging werken als diskjockey op het radiostation Montserrat.
De groep werd hervormd in 1972 terwijl John Harrison kort werd vervangen door Bernie Vickers. Op zijn beurt werd hij vervangen door Martin Carthy. Tegenwoordig bestaat Waterson:Carthy, een succesvolle samenwerking tussen Martin Carthy met zijn partner Norma Waterson en hun dochter Eliza Carthy.

## Discografie
- Frost and Fire: A Calendar of Ceremonial Folk Songs 1965
- A Yorkshire Garland 1966
- The Watersons 1966
- For Pence and Spicy Ale 1975
- Sound, Sound, Your Instruments Of Joy 1977
- Green Fields 1981
- Mighty River of Song (boxset) 2004